# کاپوناگو
کاپوناگو (به ایتالیایی: Caponago) یک کومونه در ایتالیا است که در استان مونتزا و بریانتزا واقع شده‌است.

## خصوصیات
کاپوناگو ۵٫۰ کیلومترمربع مساحت و ۵٬۱۹۹ نفر جمعیت دارد و ۱۵۸ متر بالاتر از سطح دریا واقع شده‌است.